# Dexters Labor
Dexters Labor (Originaltitel Dexter’s Laboratory) ist eine US-amerikanische Zeichentrick-Fernsehserie aus den Jahren 1996–2003, die von Genndy Tartakovsky erschaffen und von Cartoon Network produziert wurde. In der Serie geht es um Dexter, einen hochintelligenten Jungen, der ein riesiges Geheimlabor im Haus seiner Eltern hat.

## Figuren
- Dexter ist ein sehr intelligenter Junge im Alter von etwa acht bis zehn Jahren. Dexter hat rotes Haar, eine Brille, trägt stets einen Laborkittel sowie „Zipper Boots“ – schwarze Stiefel mit Reißverschluss und hat im englischen Original einen „funny accent“ (komischen Akzent). Von seinem riesigen Geheimlabor, das innen größer ist als das Haus, in dem es sich befindet, dürfen seine Eltern keinesfalls etwas erfahren. Er ist im Gegensatz zu seiner Schwester Dee Dee sehr klein geraten und interessiert sich für Technik jeder Art sowie für Science-Fiction.

- Dee Dee ist Dexters große Schwester, die besonders durch ungeschicktes Umherspringen und Nervtöten auffällt. Sie ist sehr einfältig und stört ihren kleinen Bruder durch ihre Neugierde bei seinen Experimenten. Sie hat blonde Haare und trägt ein rosafarbenes Ballettoutfit. Die Serie zeigt jedoch auch des Öfteren, dass Dee Dee kein typisches, dummes Klischee-Blondchen ist, da sie beispielsweise höchst komplexe Fallen in ihrem Zimmer postiert sowie jedes Sicherheitssystem des Labors ausschaltet. Mandark kann sie nicht leiden, denn sie hat schon einen Schwarm namens Beau, der einerseits mindestens so intelligent wie dieser ist, jedoch um Längen besser aussieht. Sie ist sehr weise für ihr Alter und hat im Verlauf der Serie mehrmals gezeigt, dass sie für ihren Bruder so gut wie alles tun wurde.

- Mom ist eine Hausfrau. Sie kauft ein, kocht für die Familie und putzt gerne. Sie hat wie Dexter rote Haare. Ihr Markenzeichen sind ihre gelben Haushaltshandschuhe.

- Dad ist ein Angestellter in einer Fabrik. Er schätzt es, wenn man sich in seiner Gegenwart „männlich“ benimmt.

- Susan „Mandark“ Astronominov ist Dexters Gegenspieler und heißt in Wirklichkeit „Susan“, weil ihm seine Hippie-Eltern einen ungeschlechtlichen Namen geben wollten. Den Namen „Mandark“ hat er sich selbst gegeben. Er hat schwarze, glatte Haare, die er sich selbst mit einer (zum Teil) kaputten Schale schneidet, wodurch er ein M über einem Auge in der Frisur trägt. Zudem trägt er eine halbrunde Brille. Mandarks Ziel ist zum einen die Vernichtung Dexters sowie seines Labors, zum anderen die Weltherrschaft. Heimlich schwärmt er für Dee Dee, die aber offensichtlich nichts von ihm wissen will. Auch Mandark hat eine Schwester, die so klein ist wie Dexter.

- Mee Mee und Lee Lee sind Dee Dees beste Freundinnen. Genau wie Dee Dee tanzen sie Ballett und interessieren sich für alles Mädchenhafte. Im Laufe der Serie werden sie jedoch auch als eine Art „moralische Stütze“ für Dee Dees Verhalten gezeigt. Mee Mee ist afroamerikanisch, trägt Zöpfe und ein fliederfarbenes (zu Beginn pinkfarbenes) Ballettoutfit. Sie ist ziemlich laut, selbstsicher und schlagfertig. Lee Lee, eine asiatisch stämmige Ballettschülerin, hat einen schwarzen glatten Bubikopf und trägt ein meergrünes, zu Beginn der Serie ebenfalls pinkfarbenen Ballettoutfit. Sie ist nicht nur die ruhigste und besonnenste aus der Gruppe, sondern ist auch heimlich in Dee Dees jüngeren Bruder Dexter verliebt.

## Produktion und Veröffentlichung
Bei der Produktion von Cartoon Network führte Genndy Tartakovsky Regie. Des Weiteren waren als Autoren und Regisseure Rumen Petkov, Craig McCracken, Seth MacFarlane, Butch Hartman, Rob Renzetti, Paul Rudish, Mark O’Hare, John McIntyre und Chris Savino beteiligt. Die Serie wurde ab dem 28. April 1996 durch Cartoon Network in den USA ausgestrahlt. Von 1998 bis 2000 pausierte die Serie. Bis zum 20. November 2003 wurden 78 Folgen in vier Staffeln ausgestrahlt.
Die Serie wurde unter anderem ins Spanische, Französische und Italienische übersetzt. Eine deutsche Fassung wurde ab dem 7. Juni 1998 durch den Sender ProSieben ausgestrahlt. Später folgten Wiederholungen durch Kabel eins, ORF 1, Cartoon Network, Junior und K-Toon.

## Synchronisation
| Rolle     | Englischer Sprecher                      | Deutscher Sprecher           |
| --------- | ---------------------------------------- | ---------------------------- |
| Dexter    | Christine Cavanaugh Candi Milo           | Michael Pan                  |
| Dee Dee   | Tom Kenny Allison Moore Kathryn Cressida | Bea Tober                    |
| Ma Dexter | Kath Soucie                              | Liane Rudolph (ab Staffel 2) |
| Pa Dexter | Jeff Bennett                             | Eckhard Bilz                 |
| Mandark   | Eddie Deezen                             | Uwe Büschken                 |

## Adaptionen
2002 wurden vier Musikvideos zur Serie produziert. Diese sind:
- Dee Dee and Dexter von They Might Be Giants
- Back to the Lab von Prince Paul
- Secrets von will.i.am
- Dexter (What’s His Name) von Coolio

Im August 2002 erschien zudem die CD Dexter’s Laboratory: The Hip Hop Experiment mit sieben Titeln von verschiedenen Hiphop-Interpreten.
Des Weiteren erschienen vier Videospiele:
- Dexter’s Laboratory: Robot Rampage für Game Boy Color
- Dexter’s Laboratory: Chess Challenge für Game Boy Advance
- Dexter’s Laboratory: Deesaster Strikes! für Game Boy Advance
- Dexter’s Laboratory: Mandark’s Laboratory? für PlayStation

## Auszeichnungen
Das TV-Special Ego Trip, das 1999 ausgestrahlt wurde, erhielt einen Annie Award.